# Ministre des Entreprises, du Tourisme et de l'Emploi (Irlande)
Le ministre des Entreprises, du Tourisme et de l'Emploi (en anglais : Minister for Enterprise, Tourism and Employment, en irlandais : An tAire Fiontar, Turasóireachta agus Fostaíochta) est le ministre chargé du Commerce, de l'Entreprise et de l'Innovation au sein du gouvernement de l'Irlande. Il dirige le département des Entreprises, du Commerce et de l'Emploi.
Le titulaire de ce poste est Peter Burke depuis le 9 avril 2024.

## Liste des titulaires
- Evoque des ministres par intérim

| Directeur des Affaires et du Commerce 1919–1921                             |                               |                   |                   |       |                          |
| No.                                                                         | Nom                           | Mandat            | Mandat            | Parti | Parti                    |
| 1.                                                                          | Ernest Blythe                 | 17 juin 1919      | 26 aout 1921      |       | Sinn Féin                |
| Secrétaire des Affaires et du Commerce 1921–1922                            |                               |                   |                   |       |                          |
| No.                                                                         | Nom                           | Mandat            | Mandat            | Parti | Parti                    |
|                                                                             | Ernest Blythe                 | 26 aout 1921      | 11 janvier 1922   |       | Sinn Féin                |
| Ministre des Affaires 1922                                                  |                               |                   |                   |       |                          |
| No.                                                                         | Nom                           | Mandat            | Mandat            | Parti | Parti                    |
|                                                                             | Ernest Blythe                 | 11 janvier 1922   | 30 aout 1922      |       | Pro-Treaty Sinn Féin     |
| Ministre de l'Industrie et du Commerce 1922–1977                            |                               |                   |                   |       |                          |
| No.                                                                         | Nom                           | Mandat            | Mandat            | Parti | Parti                    |
| 2.                                                                          | Joseph McGrath                | 30 aout 1922      | 7 mars 1924       |       | Cumann na nGaedheal      |
| 3.                                                                          | Patrick McGilligan            | 4 avril 1924      | 9 mars 1932       |       | Cumann na nGaedheal      |
| 4.                                                                          | Seán Lemass (1er mandat)      | 9 mars 1932       | 16 septembre 1939 |       | Fianna Fáil              |
| 5.                                                                          | Seán MacEntee                 | 16 septembre 1939 | 18 aout 1941      |       | Fianna Fáil              |
|                                                                             | Seán Lemass (2e mandat)       | 18 aout 1941      | 18 février 1948   |       | Fianna Fáil              |
| 6.                                                                          | Daniel Morrissey              | 18 février 1948   | 7 mars 1951       |       | Fine Gael                |
| 7.                                                                          | Thomas F. O'Higgins           | 7 mars 1951       | 13 juin 1951      |       | Fine Gael                |
|                                                                             | Seán Lemass (3e mandat)       | 13 juin 1951      | 2 juin 1954       |       | Fianna Fáil              |
| 8.                                                                          | William Norton                | 2 juin 1954       | 20 mars 1957      |       | Labour Party             |
|                                                                             | Seán Lemass (4e mandat)       | 20 mars 1957      | 23 juin 1959      |       | Fianna Fáil              |
| 9.                                                                          | Jack Lynch                    | 23 juin 1959      | 21 avril 1965     |       | Fianna Fáil              |
| 10.                                                                         | Patrick Hillery               | 21 avril 1965     | 13 juillet 1966   |       | Fianna Fáil              |
| 11.                                                                         | George Colley                 | 13 juillet 1966   | 9 mai 1970        |       | Fianna Fáil              |
| 12.                                                                         | Patrick Lalor                 | 9 mai 1970        | 14 mars 1973      |       | Fianna Fáil              |
| 13.                                                                         | Justin Keating                | 14 mars 1973      | 5 juillet 1977    |       | Labour Party             |
| 14.                                                                         | Desmond O'Malley (1er mandat) | 5 juillet 1977    | 23 septembre 1977 |       | Fianna Fáil              |
| Ministre de l'Industrie, du Commerce et de l'Énergie 1977–1980              |                               |                   |                   |       |                          |
| No.                                                                         | Nom                           | Mandat            | Mandat            | Parti | Parti                    |
|                                                                             | Desmond O'Malley              | 23 septembre 1977 | 23 janvier 1980   |       | Fianna Fáil              |
| Ministre de l'Industrie, du Commerce et du Tourisme 1980–1981               |                               |                   |                   |       |                          |
| No.                                                                         | Nom                           | Mandat            | Mandat            | Parti | Parti                    |
|                                                                             | Desmond O'Malley              | 23 janvier 1980   | 30 juin 1981      |       | Fianna Fáil              |
| 15.                                                                         | John Kelly                    | 30 juin 1981      | 21 aout 1981      |       | Fine Gael                |
| Ministre des Affaires et du Commerce et du Tourisme 1981–1983               |                               |                   |                   |       |                          |
| No.                                                                         | Nom                           | Mandat            | Mandat            | Parti | Parti                    |
|                                                                             | John Kelly                    | 21 aout 1981      | 9 mars 1982       |       | Fine Gael                |
|                                                                             | Desmond O'Malley (2e mandat)  | 9 mars 1982       | 6 octobre 1982    |       | Fianna Fáil              |
| 16.                                                                         | Paddy Power                   | 7 octobre 1982    | 27 octobre 1982   |       | Fianna Fáil              |
| 17.                                                                         | Pádraig Flynn (1er mandat)    | 27 octobre 1982   | 14 décembre 1982  |       | Fianna Fáil              |
| 18.                                                                         | Frank Cluskey                 | 14 décembre 1982  | 8 décembre 1983   |       | Labour Party             |
| 19.                                                                         | Garret FitzGerald (acting)    | 8 décembre 1983   | 13 décembre 1983  |       | Fine Gael                |
| 20.                                                                         | John Bruton                   | 13 décembre 1983  | 17 décembre 1983  |       | Fine Gael                |
| Ministre de l'Industrie, des Affaires, du Commerce et du Tourisme 1983–1986 |                               |                   |                   |       |                          |
| No.                                                                         | Nom                           | Mandat            | Mandat            | Parti | Parti                    |
|                                                                             | John Bruton                   | 17 décembre 1983  | 14 février 1986   |       | Fine Gael                |
| 21.                                                                         | Michael Noonan                | 14 février 1986   | 19 février 1986   |       | Fine Gael                |
| Ministre de l'Industrie et du Commerce 1986–1993                            |                               |                   |                   |       |                          |
| No.                                                                         | Nom                           | Mandat            | Mandat            | Parti | Parti                    |
|                                                                             | Michael Noonan                | 19 février 1986   | 10 mars 1987      |       | Fine Gael                |
| 22.                                                                         | Albert Reynolds               | 10 mars 1987      | 24 novembre 1988  |       | Fianna Fáil              |
| 23.                                                                         | Ray Burke                     | 24 novembre 1988  | 12 juillet 1989   |       | Fianna Fáil              |
|                                                                             | Desmond O'Malley (3e mandat)  | 12 juillet 1989   | 4 novembre 1992   |       | Démocrates progressistes |
|                                                                             | Pádraig Flynn (2e mandat)     | 5 novembre 1992   | 4 janvier 1993    |       | Fianna Fáil              |
| 24.                                                                         | Bertie Ahern                  | 4 janvier 1993    | 12 janvier 1993   |       | Fianna Fáil              |
| 25.                                                                         | Ruairi Quinn                  | 12 janvier 1993   | 21 janvier 1993   |       | Labour Party             |
| Ministre des Entreprises et de l'Emploi 1993–1997                           |                               |                   |                   |       |                          |
| No.                                                                         | Nom                           | Mandat            | Mandat            | Parti | Parti                    |
|                                                                             | Ruairi Quinn                  | 21 janvier 1993   | 17 novembre 1994  |       | Labour Party             |
| 26.                                                                         | Charlie McCreevy              | 18 novembre 1994  | 15 décembre 1994  |       | Fianna Fáil              |
| 27.                                                                         | Richard Bruton                | 15 décembre 1994  | 26 juin 1997      |       | Fine Gael                |
| 28.                                                                         | Mary Harney                   | 26 juin 1997      | 12 juillet 1997   |       | Démocrates progressistes |
| Ministre des Entreprises, des Affaires et de l'Emploi 1997–2010             |                               |                   |                   |       |                          |
| No.                                                                         | Nom                           | Mandat            | Mandat            | Parti | Parti                    |
|                                                                             | Mary Harney                   | 12 juillet 1997   | 29 septembre 2004 |       | Démocrates progressistes |
| 29.                                                                         | Micheál Martin                | 29 septembre 2004 | 7 mai 2008        |       | Fianna Fáil              |
| 30.                                                                         | Mary Coughlan                 | 7 mai 2008        | 23 mars 2010      |       | Fianna Fáil              |
| Ministre des Entreprises, des Affaires et de l'Innovation 2010–2011         |                               |                   |                   |       |                          |
| No.                                                                         | Nom                           | Mandat            | Mandat            | Parti | Parti                    |
| 31.                                                                         | Batt O'Keeffe                 | 23 mars 2010      | 20 janvier 2011   |       | Fianna Fáil              |
| 32.                                                                         | Mary Hanafin                  | 20 janvier 2011   | 9 mars 2011       |       | Fianna Fáil              |
| Ministre de l'Emploi, des Entreprises et de l'Innovation 2011–2017          |                               |                   |                   |       |                          |
| No.                                                                         | Nom                           | Mandat            | Mandat            | Parti | Parti                    |
|                                                                             | Richard Bruton (2e fois)      | 9 mars 2011       | 6 mai 2016        |       | Fine Gael                |
| 33.                                                                         | Mary Mitchell O'Connor        | 6 mai 2016        | 14 juin 2017      |       | Fine Gael                |
| Ministre des Affaires, des Entreprises et de l'Innovation 2017–2020         |                               |                   |                   |       |                          |
| No.                                                                         | Nom                           | Mandat            | Mandat            | Parti | Parti                    |
| 34.                                                                         | Frances Fitzgerald            | 14 juin 2017      | 28 novembre 2017  |       | Fine Gael                |
| 35.                                                                         | Leo Varadkar (par intérim)    | 28 novembre 2017  | 30 novembre 2017  |       | Fine Gael                |
| 36.                                                                         | Heather Humphreys             | 30 novembre 2017  | 27 juin 2020      |       | Fine Gael                |
| Ministre des Entreprises, du Commerce et de l'Emploi 2020-2025              |                               |                   |                   |       |                          |
| No.                                                                         | Nom                           | Mandat            | Mandat            | Parti | Parti                    |
| 37.                                                                         | Leo Varadkar                  | 27 juin 2020      | 17 décembre 2022  |       | Fine Gael                |
| 38.                                                                         | Simon Coveney                 | 17 décembre 2022  | 9 avril 2024      |       | Fine Gael                |
| 39.                                                                         | Peter Burke                   | 9 avril 2024      | 23 janvier 2025   |       | Fine Gael                |
| Ministre des Entreprises, du Tourisme et de l'Emploi depuis 2025            |                               |                   |                   |       |                          |
| No.                                                                         | Nom                           | Mandat            | Mandat            | Parti | Parti                    |
| 40.                                                                         | Peter Burke                   | 23 janvier 2025   | en cours          |       | Fine Gael                |